# Irish Ice Hockey League
Die Irish Ice Hockey League war die höchste irische Eishockeyliga, in der zwischen 2007 und 2010 der irische Landesmeister ausgespielt wurde. Organisiert wurde die Liga vom irischen Eishockeyverband IIHA, der ein Mitglied der Internationalen Eishockey-Föderation IIHF ist.

## Geschichte
Aufgrund der Eröffnung des Dundalk Ice Dome und der Ausrichtung der Eishockey-D-Weltmeisterschaft im April 2007 ebendort, beschloss der irische Eishockeyverband IIHA die Gründung einer neuen, gesamtirischen Eishockeyliga. Erster Meister der neugegründeten Liga wurden 2008 die Dundalk Bulls, die im Finale die Dublin Rams mit 6:3 besiegten. Die Liga wurde im folgenden Jahr um ein Team von fünf auf sechs Mannschaften erweitert. Mit den Junior Belfast Giants wurde das erste nordirische Team in die Liga aufgenommen. Alle Mannschaften bis auf Belfast tragen ihre Spiele im Dundalk Ice Dome aus. Das Playoff-Finale der Saison 2008/09 zwischen den Dublin Rams und den Latvian Hawks musste aufgrund von zeitlichen Problemen auf einen späteren Zeitpunkt verschoben werden.
Seit 2010 ist der Dundalk Ice Dome geschlossen, obgleich der irische Eishockeyverband neben dem Bau eines neuen Eishockeystadions eine Neueröffnung des Ice Domes anstrebt. Aufgrund der Schließung konnte die Irish Ice Hockey League ihren Spielbetrieb nicht fortsetzen.

## Teams 2008/09
- Dublin Rams aus Dublin
- Flyers Ice Hockey Club aus Dublin
- Latvian Hawks aus Dublin
- Dublin Wolves aus Dublin
- Dundalk Bulls aus Dundalk
- Junior Belfast Giants aus Belfast

## Ehemalige Teams
- Belfast City Bruins (2007–2008)

## Bisherige Titelträger
- 2008: Dundalk Bulls
- 2009: Dundalk Bulls
- 2010: Charlestown Chiefs